# トマス・ポウィス (第3代リルフォード男爵)
第3代リルフォード男爵トマス・アザートン・ポウィス（英語: Thomas Atherton Powys, 3rd Baron Lilford、1801年12月2日 – 1861年3月15日）は、グレートブリテン貴族。ホイッグ党に属し、侍従たる議員（在任：1837年7月 – 1841年9月）を務めた。

## 生涯
第2代リルフォード男爵トマス・ポウィスと妻アンナ・マリア（Anna Maria、旧姓アザートン（Atherton）、1820年8月11日没、ロバート・ヴァーノン・アザートンの娘）の長男として、1801年12月2日に生まれた。1814年から1817年までイートン・カレッジで教育を受けた後、1821年5月2日にオックスフォード大学クライスト・チャーチに入学、1824年にB.A.の学位を修得した。1825年7月4日に父が死去すると、リルフォード男爵位を継承した。
1825年9月15日、ノーサンプトンシャー・ヨーマンリー連隊の大尉に任命された。1831年2月3日、同連隊のThrapston Troopの大尉（captain）に任命された。
ホイッグ党に属し、第1回選挙法改正の第2次法案（1831年10月）に賛成票を投じた。1831年10月6日に寝室侍従に任命され、1835年1月10日までに辞任した。1836年6月29日に（1835年10月22日付で）寝室侍従に再任、1837年6月20日に国王ウィリアム4世が死去すると寝室侍従を退任した。1837年7月から1841年9月まで侍従たる議員を務めた。
1861年3月15日にリルフォード・ホールで死去、長男トマス・リトルトンが爵位を継承した。

## 家族
1830年5月20日、メアリー・エリザベス・フォックス（Mary Elizabeth Fox、1806年2月19日 – 1891年12月7日、第3代ホランド男爵ヘンリー・リチャード・ヴァサル＝フォックスと妻エリザベスの間の娘）と結婚、4男6女をもうけた。
- アデレード・メアリー（1831年9月8日 – 1873年2月14日[8]）
- トマス・リトルトン（1833年3月18日 – 1896年6月17日） - 第4代リルフォード男爵[1]
- イーディス・ガルフリダ（Edith Galfrida、1834年7月2日[8] – 1864年2月10日） - 1858年4月20日、トマス・ヘンリー・バローズ（Thomas Henry Burroughes、1924年1月17日没）と結婚[10]
- ジョージアナ・キャロライン（1836年1月9日[8] – 1897年4月7日） - 1859年4月28日、ジョン・ニコラス・ファザカリー（John Nicholas Fazakerley、1909年4月21日没、ジョン・ニコラス・ファザカリー（英語版）の同名の息子）と結婚[10]
- レオポルド・ウィリアム・ヘンリー（1837年9月17日 – 1893年7月18日） - 1862年2月27日、メアリー・アチソン（Mary Acheson、1892年1月30日没、第3代ゴスフォード伯爵アーチボルド・アチソンの娘）と結婚、子供あり[10]
- エドワード・ヴィクター・ロバート（1839年2月11日 – 1930年2月16日） - 1865年6月8日、エリザベス・グウェンリアン・ワトキン＝ウェイン（Elizabeth Gwenllian Watkin-Wayne、1870年11月21日没、ウィリアム・ワトキン＝ウェインの娘）と結婚、子供あり[10]
- チャールズ・ジェームズ・フォックス（1840年4月25日 – 1893年4月14日） - 1871年11月9日、エイミー・シャーロット・ローズ（Amy Charlotte Rose、1911年9月30日没、ウィリアム・ジョージ・ローズの娘）と結婚、子供なし[10]
- メアリー・エリザベス・フランシス（1841年7月29日[8] – 1908年10月10日） - 生涯未婚[10]
- コンスタンス・エマ・オーガスタ（1842年12月8日[8] – 1931年9月3日） - 1867年5月7日、アーサー・ウィリアム・クライトン（Arthur William Crichton、1882年2月4日没）と結婚、子供あり[9]
- キャロライン・メアリー（1844年7月11日[8] – 1940年4月6日） - 1897年10月19日、フレデリック・ジョージ・ドートリー・ドルーイット（Frederic George Dawtrey Drewitt）と結婚[9]